# Martillán (Martinamor)
Martillán es un despoblado español del municipio de Martinamor, perteneciente a la provincia de Salamanca, en la comunidad autónoma de Castilla y León.

## Historia
Hacia mediados del siglo XIX, el lugar, una alquería, ya pertenecía a Martinamor. Aparece descrito en el undécimo volumen del Diccionario geográfico-estadístico-histórico de España y sus posesiones de Ultramar de Pascual Madoz con las siguientes palabras:

MARTILLAN: alq. perteneciente al ayunt. de Martin-amor, en la prov. y dióc. de Salamanca, part. jud. de Alba de Tormes (1/2 leg.). sit. sobre una ladera dominada por un altito. El terreno es muy bueno para pastos, estando poblado parte de encina, y parte roturado y labrado. prod. trigo muy escelente.
(Madoz, 1848, p. 252)

En 2023, la entidad singular de población no tenía empadronado ningún habitante.